# Liste der Pfarrer an der Kirche St. Petri (Nordhausen)
Dies ist eine Liste der Pfarrer und anderer Amtsträger an der Kirche St. Petri in Nordhausen.

## Pfarrer
| Name                                        | Zeit      | Lebensdaten                         | Bemerkungen                                                                    |
| ------------------------------------------- | --------- | ----------------------------------- | ------------------------------------------------------------------------------ |
| Lorenz Süsse                                | 1522–1549 | 1469–1549                           | [ 1 ]                                                                          |
| Mag. Georg Eckart                           | 1549–1553 | vor 1520–1583                       | 1547–1549 Diakon der Kirche                                                    |
| Johannes Wirth                              | 1553–1555 |                                     |                                                                                |
| Johann Fuß                                  | 1556–1565 | † 1565                              | 1555–1556 Diakon an St. Blasii                                                 |
| Mag. Andreas Fabricius                      | 1565–1568 | 25. Januar 1530 – 26. Oktober 1577  | Rektor in Nordhausen, 1557–1564 Diakon der Kirche, ab 1568 Pfarrer in Eisleben |
| Johannes Lapeus                             | 1569–1570 |                                     |                                                                                |
| Mag. Caspar Telemann                        | 1570–1582 |                                     | 1565–1569 Diakon der Kirche                                                    |
| Mag. Volkmar Munderus (Monner)              | 1582–1615 |                                     |                                                                                |
| Mag. Cyriacus Bringelius                    | 1615–1626 |                                     | 1611–1616 Diakon der Kirche                                                    |
| Johann Pfeifer                              | 1626–1633 | † 1646                              | aus St. Andreasberg, 1633–1646 Pfarrer an St. Blasii                           |
| Johann Samuel Noricus                       | 1634–1663 | † August 1669                       | 1619–1634 Pfarrer an St. Jacobi, 1663–1669 Pfarrer an St. Nikolai              |
| Georg Lothus                                | 1663–1672 |                                     | vor 1631 Quartus am Gymnasium, 1634–1663 Pfarrer an St. Maria auf dem Berg     |
| Johann Georg Herbstleb                      | 1672–1680 |                                     | 1663–1672 Diakon der Kirche                                                    |
| Caspar Heinrich Hille                       | 1680–1682 |                                     | 1673–1680 Diakon der Kirche                                                    |
| Andreas Seume                               | 1683–1714 |                                     |                                                                                |
| Mag. Johann Andreas Heddewig                | 1714–1721 |                                     | 1685–1714 und 1721–1744 Diakon der Kirche                                      |
| Johann Conrad Gothe                         | 1721–1722 |                                     | 1715–1721 Diakon der Kirche                                                    |
| Johann Joachim Meier                        | 1722–1725 | 5. Dezember 1682 – 8. Februar 1736  | [ 7 ]                                                                          |
| Franz Ernst Strecker                        | 1725–1727 |                                     |                                                                                |
| Johann Christopf Trebel                     | 1727–1743 |                                     |                                                                                |
| Johann Andreas Heddewig                     | 1744–1748 |                                     |                                                                                |
| D. August Richard Eulhardt (Eilhardt)       | 1749–1797 | 23. Februar 1722 – 18. Februar 1797 | 1744–1748 Diakon der Kirche, 1748–1749 Pfarrer an St. Maria auf dem Berg       |
| Friedrich August Samuel Eulhardt (Eilhardt) | 1797–1827 | September 1755 – Januar 1818        | 1784 Lehrer am Gymnasium, 1786–1797 Diakon der Kirche                          |
| Johann Gottlieb Friedrich Schulze           | 1827–1852 |                                     |                                                                                |
| Carl Heinrich Lücke                         | 1852–1574 |                                     |                                                                                |
| Dr. Ernst Otto Haase                        | 1874–1878 |                                     |                                                                                |
| Ferdinand Gustav Pudolf Schatte             | 1878–1896 |                                     |                                                                                |
| Paul Richard Raak                           | 1896–1904 |                                     |                                                                                |
| Bernhard Friedrich Georg Fritze             | 1904–1916 |                                     |                                                                                |
| Hermann Werner Johannes Lippert             | 1916–1945 | 12. September 1873–3./4. April 1945 | [ 9 ]                                                                          |

1945 wurde die Kirche zerstört, nur der Turm blieb erhalten. 1947 wurde der Bezirk Blasii-Petri-Nikolai gebildet. Die zweite Pfarrstelle war an St. Petri angesiedelt.
| Name              | Zeit      | Lebensdaten                        | Bemerkungen                        |
| ----------------- | --------- | ---------------------------------- | ---------------------------------- |
| Fritz Führ        | 1945–1956 | 28. Februar 1904 – 21. Juli 1963   | 1948 bis 1956 Propst in Nordhausen |
| Johannes Hoffmann | 1956–1974 | 24. April 1910 – 26. April 1977    | 1956 bis 1975 Propst in Nordhausen |
| Rolf Stubbe       | 1974–1985 | 12. April 1922 – 19. Dezember 1985 | 1975 bis 1985 Propst in Nordhausen |

## Diakone
| Name                                        | Zeit      | Lebensdaten                         | Bemerkungen                                                                                                 |
| ------------------------------------------- | --------- | ----------------------------------- | --- |
| Mag. Georg Eckart                           | 1547–1549 | vor 1520–1583                       | 1549–1553 Pfarrer der Kirche                                                                                |
| Martin Hartlese                             | um 1555   |                                     | |
| Mag. Andreas Fabricius                      | 1557–1564 | 25. Januar 1530 – 26. Oktober 1577  | Rektor in Nordhausen, 1565–1568 Pfarrer der Kirche, ab 1568 Pfarrer in Eisleben                             |
| Mag. Caspar Telemann                        | 1565–1569 |                                     | 1570–1582 Pfarrer der Kirche                                                                                |
| Paul Fleischhauer                           | 1569–1582 |                                     | |
| Mag. Andreas Müller                         | 1582–1583 |                                     | |
| Mag. Johannes Rieger                        | 1583–1584 |                                     | 1584–1589 Pfarrer an St. Blasii, ab 1589 Pfarrer an St. Maria auf dem Berg, nach 1597 Pfarrer in Schernberg |
| Mag. Konrad Neander                         | 1584–1594 |                                     | |
| Stephan Falkner                             | 1594–1595 |                                     | |
| Erasmus Rothmaler                           | 1595–1597 |                                     | |
| Johann Heuser                               | 1597–1600 | † 1608                              | 1600–1608 Pfarrer an St. Maria im Tale                                                                      |
| Zacharias Monner (Munderus)                 | 1600–1606 |                                     | |
| Andreas Heuseler                            | 1606–1611 |                                     | |
| Mag. Cyriacus Bringelius                    | 1611–1616 |                                     | 1615–1626 Pfarrer der Kirche                                                                                |
| Mag. Ernestus Ernst                         | 1616–1626 |                                     | |
| Johann Melle                                | 1626      |                                     | |
| Heinrich Eisengarten                        | 1626–1663 |                                     | |
| Johann Georg Herbstleb                      | 1663–1672 |                                     | 1672–1680 Pfarrer der Kirche                                                                                |
| Caspar Heinrich Hille                       | 1673–1680 |                                     | 1680–1682 Pfarrer der Kirche                                                                                |
| Johann Paul Reineccius                      | 1680–1682 |                                     | |
| Johann Andreas Teuerkauf                    | 1683–1685 |                                     | 1685–1696 Diakon an St. Blasii                                                                              |
| Mag. Johann Andreas Heddewig                | 1685–1714 |                                     | 1714–1721 Pfarrer der Kirche, 1721–1744 wieder Diakon                                                       |
| Johann Conrad Gothe                         | 1715–1721 |                                     | 1721–1722 Pfarrer der Kirche                                                                                |
| Johann Andreas Heddewig                     | 1721–1744 |                                     | 1685–1714 Diakon der Kirche, 1714–1721 Pfarrer                                                              |
| D. August Richard Eulhardt (Eilhardt)       | 1744–1748 | 23. Februar 1722 – 18. Februar 1797 | 1748–1749 Pfarrer an St. Maria auf dem Berg, 1749–1797 Pfarrer an St. Petri                                 |
| Christian Friedrich Wiederhold              | 1749–1761 | 2. November 1711 – 23. Oktober 1776 | 1761–1776 Pfarrer an St. Maria auf dem Berg                                                                 |
| Johann Philipp Grabe                        | 1761–1786 |                                     | |
| Friedrich August Samuel Eulhardt (Eilhardt) | 1786–1797 | September 1755 – Januar 1818        | 1784 Lehrer am Gymnasium, 1797–1827 Pfarrer der Kirche                                                      |
| Johann Gottfried Engel                      | 1797–1814 | 1. Januar 1751 – 27. April 1825     | 1814–1825 Pfarrer an St. Maria im Tale                                                                      |

1814 wurde das Diakonat aufgehoben.